# 马蹄藏族乡
马蹄藏族乡是中华人民共和国甘肃省张掖市肃南裕固族自治县下辖的一个民族乡。

## 行政区划
马蹄藏族乡下辖以下村级行政区划单位：
大泉村、东城子村、新升村、南城子村、石峰村、圈坡村、徐家湾村、荷草村、二道沟村、楼庄子村、正南沟村、嘉卜斯村、八一村、芭蕉湾村、黄草沟村、肖家湾村、横路沟村、大都麻村、马蹄村、药草村、长岭村、小寺村和大坡头村。